# Drycothaea maculata
Drycothaea maculata är en skalbaggsart som beskrevs av Martins och Maria Helena M. Galileo 2004. Drycothaea maculata ingår i släktet Drycothaea och familjen långhorningar. Inga underarter finns listade i Catalogue of Life.